# Glasversicherung
Die Glasversicherung (auch: Glasbruchversicherung) ist eine eigenständige Sachversicherung und wird üblicherweise zusammen mit einer Hausrat- bzw. Wohngebäudeversicherung abgeschlossen.
Eine Glasversicherung bietet für Gebäude- und Mobiliarverglasung Versicherungsschutz gegen Glasbruch. Unter Gebäudeverglasungen versteht man mit dem Wohnhaus und zugehöriger Garagen fest verbundene Außen- und Innenscheiben, zum Beispiel Scheiben von Wintergärten und Türen. Der Schutz gegen Glasbruch besteht für Schäden am Versicherungsort. Unter Versicherungsort versteht man die in der Police bezeichneten Gebäude oder Räume von Gebäuden. Für versicherte bewegliche Gegenstände (Mobiliarverglasung), zum Beispiel Glastische oder Vitrinen, besteht nur innerhalb des Versicherungsortes Deckung.
Bei der Glasversicherung handelt es sich um eine Naturalersatzversicherung. Das bedeutet, dass nach § 11 AGlB der Versicherer die beschädigte oder zerstörte Sache durch Liefern und Montieren von Sachen oder Sachteilen gleicher Art und Güte ersetzt. Diese Regelung kommt aus den 1920er Jahren, als Glas sehr teuer war und die Versicherer durch mit den Glaslieferanten vereinbarten Sonderkonditionen das Glas viel billiger liefern konnten.
in der heutigen Zeit spielt diese Reglung nur noch insofern eine Rolle, dass ein Glasschaden nicht über einen Kostenvoranschlag abgerechnet werden kann, da ein Erstattungsanspruch nur bei tatsächlicher Leistung besteht. Auf das Recht, das Glas selber liefern zu lassen, verzichten die Versicherer seit den 1960er Jahren.
Neben den reinen Sachschäden sind auch die dabei entstehenden Kosten wie zum Beispiel Aufräum- und Entsorgungskosten versichert. Zusätzlich sind weitere Einschlüsse möglich, wie zum Beispiel die Erneuerung von Glasmalereien und
-verzierungen. Nicht versichert sind jedoch Nicht-Glasteile, wie beispielsweise neue Einfassungen aus Metall. Allerdings gibt es inzwischen auch Anbieter, die beispielsweise bei einem mitversicherten Ceranfeld auch die Elektronik mit bezahlen, wenn diese aufgrund eines Glasbruchs getauscht werden muss.
Die Hausratversicherung nach den Allgemeinen Hausratversicherungsbedingungen VHB 42 beinhaltete erstmals auch Versicherungsschutz für Haushalt-Glasbruchschäden. In den VHB 66 und 74 war dies ebenfalls enthalten. Mit den Allgemeinen Versicherungsbedingungen für die Glasversicherung AGlB 86 konnte man die Glasversicherung separat abschließen. Es folgten die überarbeiteten Bedingungen AGlB 92, 2000/E, und 2011.

## Geschichte
Der zunehmende Gebrauch von Spiegelglas in den Geschäftshäusern und vornehmen Wohnhäusern Anfang des 19. Jahrhunderts rief das Bedürfnis nach einer Absicherung in Schadensfällen hervor. Es war Paris, die damals luxuriöseste Stadt, in der die erste Glasversicherungsgesellschaft entstand. Im Jahr 1828 wurde „La Parisienne“ gegründet, gefolgt von „La Prudentia“ und „La Générale“ in den Jahren 1841 und 1842. Dem französischen Vorbild folgend, entstand 1852 die erste Glasversicherung in England.
Bereits zwei Jahrzehnte vor der Reichsgründung im Jahr 1871 waren mehrere deutsche Glasversicherungsgesellschaften entstanden – unter anderem 1848 die Schlesische Feuer-Versicherungsgesellschaft (für Glas- und Spiegelversicherung) in Breslau, 1857 die Oldenburger Versicherungsgesellschaft für Glas- und Spiegelversicherung, 1863 die Allgemeine Spiegelglas-Versicherungsgesellschaft in Mannheim, und 1865 die Bremer Spiegelglas-Versicherungsgesellschaft.
1865 wurde die Erste Wiener Spiegelglas-Versicherungs-Gesellschaft gegründet. In Genf kam es 1887 zur Gründung der schweizerischen Glasversicherungsgesellschaft Union suisse, Compagnie générale d'assurances.

## Versicherungsbedingungen

### Versicherte Gefahr
Nach den unverbindlichen Verbandsbedingungen des GDV besteht in der Glasversicherung Schutz für Glasbruch an versicherten Sachen. Ein Bruch der Verglasung liegt vor, wenn eine Scheibe durchgehend in ihrem Querschnitt beschädigt ist. Ein Riss oder Sprung, der von der Vorder- bis zur Rückseite reicht, ist dem Bruch gleichzusetzen.

### Nicht versicherte Gefahren und Schäden
Kein Schutz besteht für Oberflächenbeschädigungen zum Beispiel Schrammen oder Muschelausbrüche und Undichtwerden der Randverbindungen von Mehrscheibenisolierverglasungen.
Für die Gefahren, die in der Hausrat- oder Wohngebäudeversicherung abgesichert sind, zum Beispiel Brand oder Einbruchdiebstahl, besteht kein Versicherungsschutz.
Inzwischen gibt es mind. einen Anbieter (Generali), welcher in seinem Tarif auch Muschelausbrüche mitversichert. Selbiges gilt für Displayschäden (sog. Spiderapps) an Smartphones. Allerdings sind Schaden am Backcover (Rückseite) und an Tablets weiterhin ausgeschlossen.

### Ausschlüsse
Für Schäden, die durch Krieg, innere Unruhen oder Kernenergie entstanden sind, besteht kein Versicherungsschutz.

### Versicherte und nicht versicherte Sachen
| Versicherte Sachen                                                       | Gesondert versicherbare Sachen (fertig eingesetzt oder montiert) | Nicht versicherte Sachen |
| ------------------------------------------------------------------------ | ---------------------------------------------------------------- | --- |
| fertig eingesetzte oder montierte Scheiben, Platten und Spiegel aus Glas | Scheiben und Platten aus Kunststoff                              | optische Gläser, Hohlgläser, Geschirr, Beleuchtungskörper und Handspiegel                                                                  |
| künstlerisch bearbeitete Glasscheiben, -platten und -spiegel             | Platten aus Glaskeramik                                          | Photovoltaikanlagen |
|                                                                          | Glasbausteine und Profilbaugläser                                | Sachen, die bereits bei Antragstellung beschädigt sind                                                                                     |
|                                                                          | Lichtkuppeln aus Glas oder Kunststoff                            | Scheiben und Platten aus Glas oder Kunststoff, die Bestandteil elektronischer Daten-, Ton-, Bildwiedergabe- und Kommunikationsgeräten sind |
|                                                                          | Scheiben von Sonnenkollektoren einschließlich Rahmen             | |
|                                                                          | sonstige Sachen, die im Versicherungsschein benannt sind         | |

### Versicherte Kosten

#### Versicherte Kosten
Versichert sind die infolge eines Versicherungsfalles notwendigen und tatsächlich angefallenen
- Kosten für das vorläufige Verschließen von Öffnungen (Notverglasungen)
- Kosten für das Abfahren von versicherten Sachen zum nächsten Ablagerungsplatz (Entsorgungskosten)

#### Gesondert versicherbare Kosten
- Zusätzliche Leistungen, zum Beispiel Kran- oder Gerüstkosten, um das Liefern und Montieren von versicherten Sachen zu vereinfachen
- Kosten für die Erneuerung von Anstrich, Malereien, Schriften, Verzierungen und Folien auf den versicherten Sachen
- Kosten für die Beseitigung und Wiederanbringung von Sachen, die das Einsetzen von Ersatzscheiben behindern zum Beispiel Schutzgitter und Markisen
- Kosten für die Beseitigung von Schäden an Umrahmungen, Beschlägen, Mauerwerk, Schutz- und Alarmeinrichtungen

## Schadenbeispiele
- Eine Ehefrau bekommt von ihrem Mann Blumen geschenkt. Sie holt eine Vase mit Wasser und stellt die Blumen hinein. Beim Abstellen der Vase stolpert sie über ihren Hund, wodurch die Vase auf den Glastisch fällt. sowohl Vase als auch Tisch zerbrechen. → Es besteht Versicherungsschutz für den Tisch, für die Vase allerdings nicht (Hohlglas)
- Der Sohn, der auf der Terrasse spielt, will seiner Mutter zur Hilfe eilen und übersieht dabei die Glastür. Als er mit voller Wucht dagegen rennt, zerbricht diese in hundert Teile. → Tür gehört zur Gebäudeverglasung und ist versichert
- Als der Sohn gegen die Tür gelaufen ist, zerbricht gleichzeitig das Glas seiner Brille. → Optische Gläser nicht versichert